# Gasthof
Ein Gasthof  ist ein Beherbergungsbetrieb mit Tradition. Gasthöfe befinden sich an Fernstraßen, sei es auf dem Land (Landgasthof), in Dörfern oder in und vor Städten. Wo heute Autoparkplätze die Reisenden willkommen heißen, befanden sich früher Ställe für deren erschöpfte Pferde.
Im Unterschied zur Gaststätte oder zum Gasthaus bot und bietet der Gasthof außer Speisen auch Übernachtungsmöglichkeiten für Gäste und Einstellmöglichkeiten für deren Transportmittel an. Weil die Reisenden bis zum Ausbau des Eisenbahnnetzes und dem Siegeszug des Automobils mit Pferd und Wagen unterwegs waren, mussten auch diese bei der Übernachtung versorgt und sicher untergestellt werden können. Dafür boten die Gasthöfe Stall und Remise, die meist in Nebengebäuden um einen abschließbaren Hof standen (daher Gasthof). Reisende mit der Postkutsche übernachteten in der Regel – wie auch der Kutscher – in einem Gasthof zur Post.

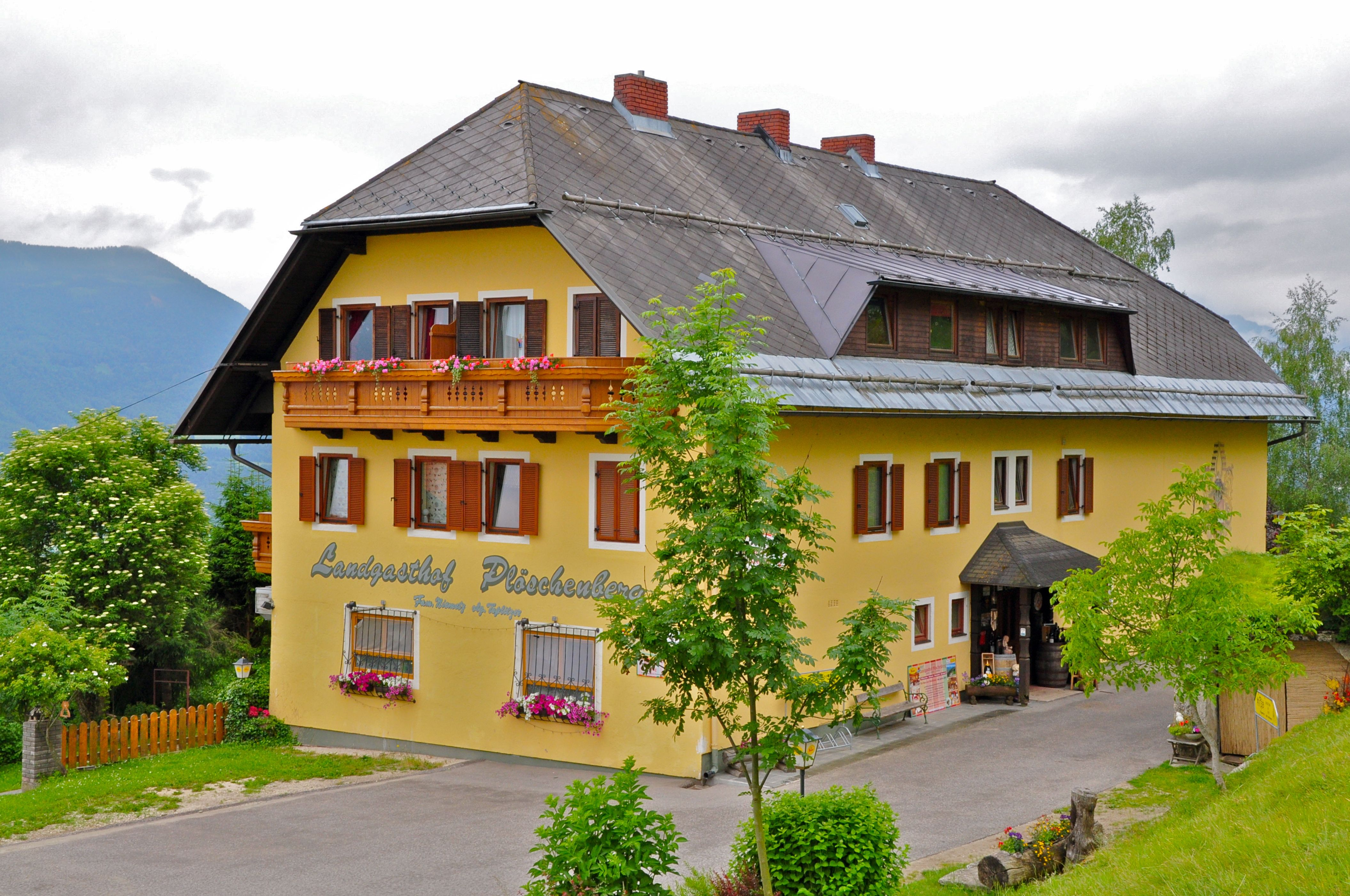
Landgasthof in Köttmannsdorf (Österreich)

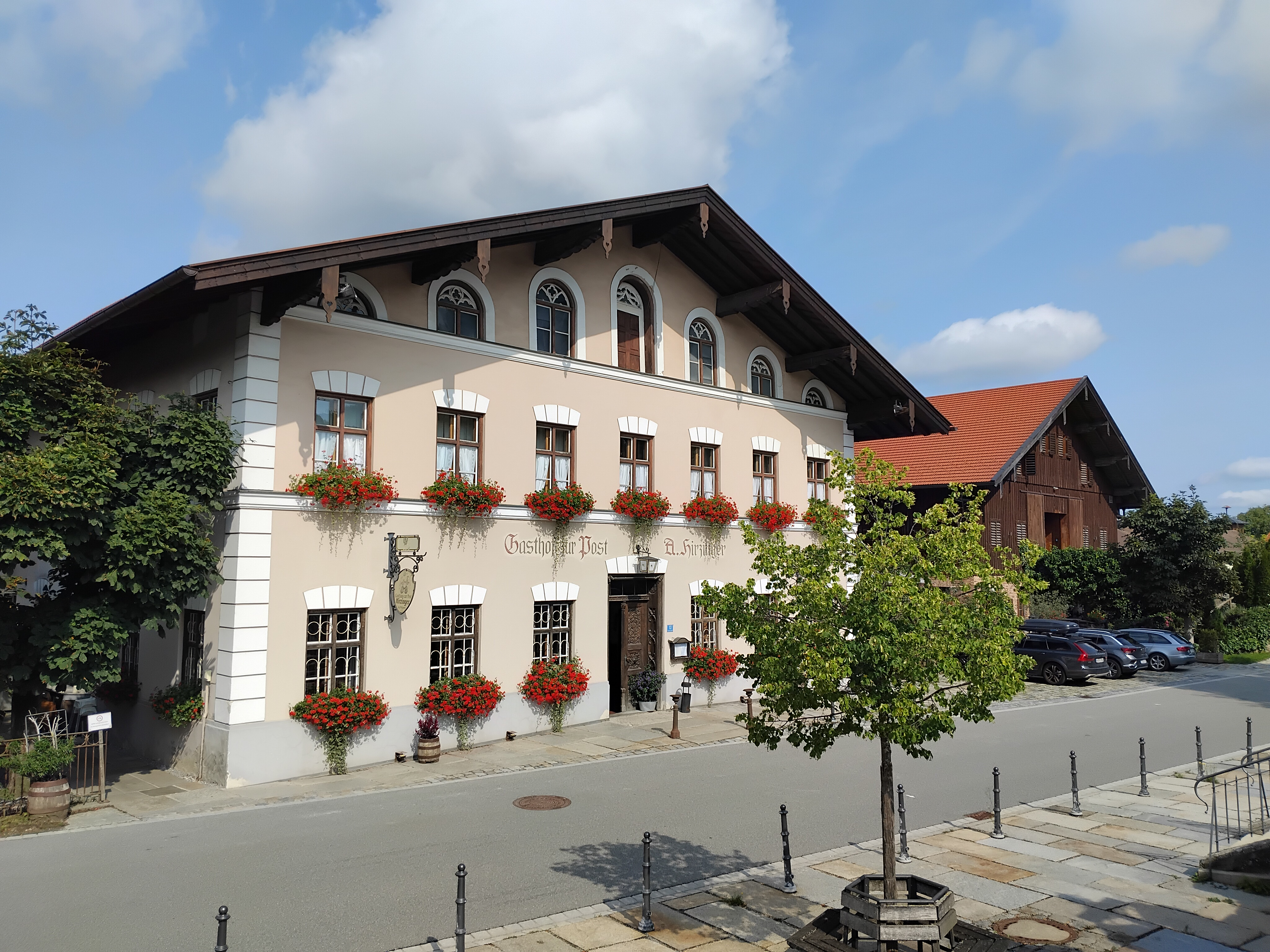
Gasthof zur Post, Bau um 1870, Söllhuben (Chiemgau)

## Geschichte
Mit dem Aufkommen eines regelmäßigen Postverkehrs entstanden im 16./17. Jahrhundert an den Stationen Gasthöfe. Diese ergänzten oder ersetzten die bisherigen Herbergen und Pilgerherbergen in oder von Klöstern und die Gasthäuser, die mit den Städten seit dem 13. Jahrhundert entstanden waren.
Die Straßen- oder Hauptschauseite der traditionellen Gasthöfe ist besonders gestaltet und trägt meist einen Ausleger mit Schild, um Reisende auf das Anwesen aufmerksam zu machen. Da zentral an Fernstraßen erbaut, nutzte man die Gasthöfe oft auch für öffentliche Versammlungen.
Es gibt eine Nähe zu den Beherbergungen des „Bed and Breakfast“-Typs (Hotel garni, vgl. auch Fremdenzimmer), mit einem gemeinschaftlichen Speisesaal, welcher ebenfalls als örtlicher Versammlungsraum, auch für Gerichtsverhandlungen, und für Feierlichkeiten, wie Hochzeiten, genutzt wurde (vgl. „Dorfsaal“).  Es gab früher keine separate Rezeption, wie in heutigen Gasthöfen oder Hotels, sondern die Bewirtung und Empfang fand in nur einem beheizten Raum statt.
Im 19. Jahrhundert kam den Gasthöfen im erstarkenden Transportwesen Europas eine besondere Rolle zu. Die Industrie wuchs und immer mehr Menschen waren auf Geschäftsreise (siehe Geschichte des Reisens).
Die ursprüngliche Funktion dieser Gasthöfe verteilt sich heute auf mehrere spezialisierte Betriebe: So übernehmen Hotels, Pensionen oder Motels die traditionellen Aufgaben, legen den Schwerpunkt aber mehr auf die Übernachtung; Kneipen oder Pubs servieren hauptsächlich Getränke, wie Alkohol; und letztlich Restaurants, Tavernen oder sogenannte Brauhäuser servieren mehr oder minder nur Essen und Getränke. Einige Hotels verfügen aber auch über angeschlossene Restaurants, und einige Restaurants und Kneipen vermieten auch Zimmer wie auch Säle und kommen somit den historischen Vorbildern nahe.

## Gasthöfe außerhalb Europas

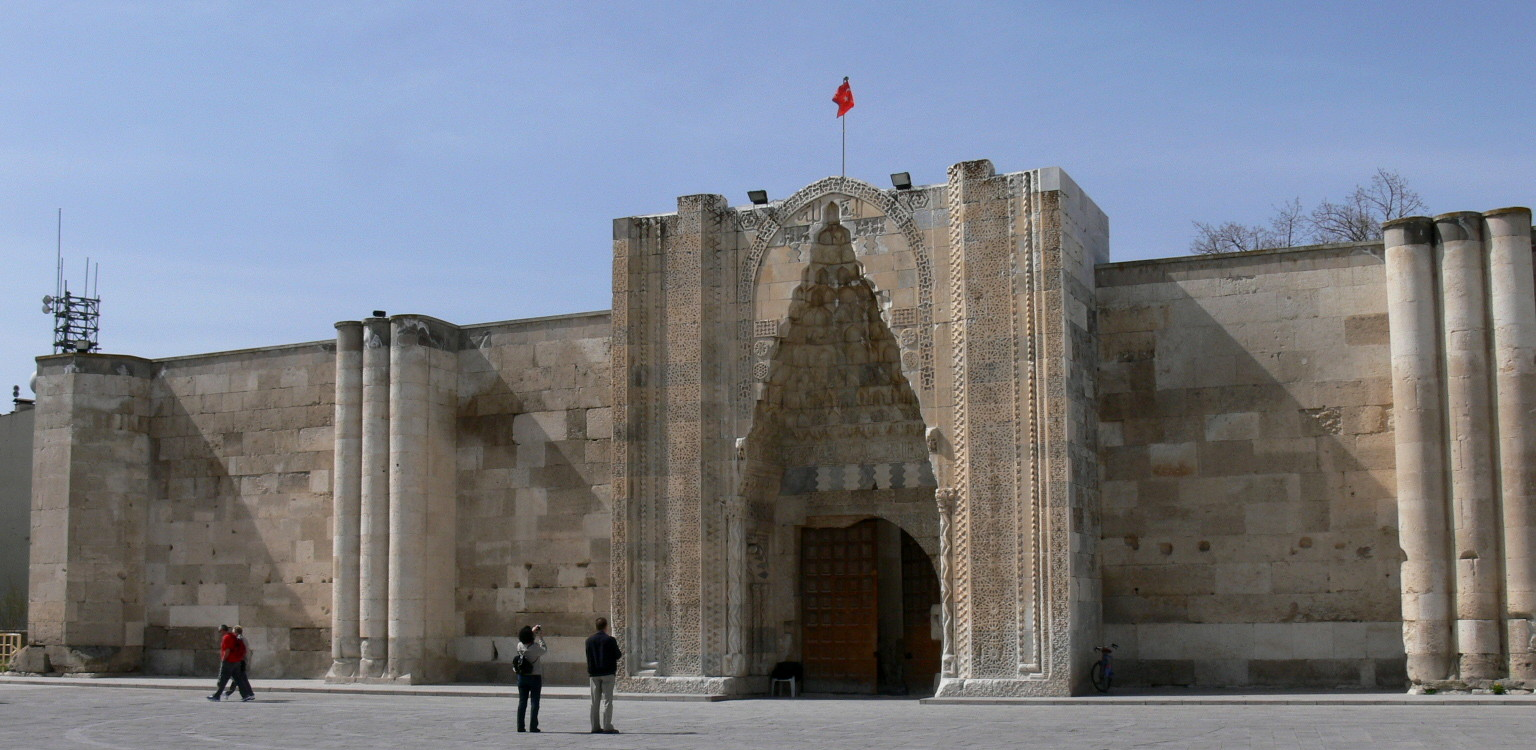
Fassade der Karanwanserei von Sultanhanı (Türkei)

Gasthöfe als Ruheplatz für Fernreisende existieren überall auf der Welt. Darunter in Japan die Honjin (für hohe Militärs) oder die traditionellen Ryokan, die Karawanserei des Mittleren Ostens und Zentralasiens und die Jiuguan im alten China.
In Kleinasien, zur Zeit der Seldschuken und Osmanen, wurden eindrucksvolle Bauten errichtet, welche als Gasthäuser („Han“) fungierten. Diese, auch als wichtige soziale Begegnungsstätten angesehenen Herbergen, boten Unterkunft für Menschen, wie auch für ihre Fahrzeuge oder Tiere und dienten denen, die zu Fuß reisten, als Ruheort.

## Die Inns in England

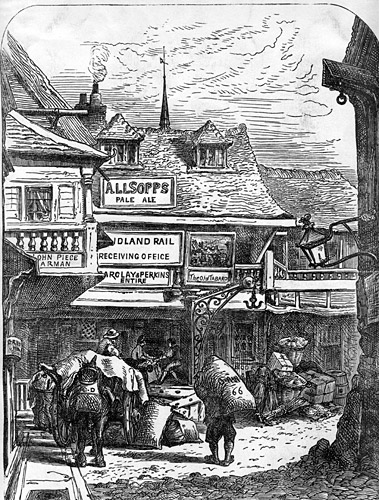
The Tabard Inn, Southwark, London, um 1850

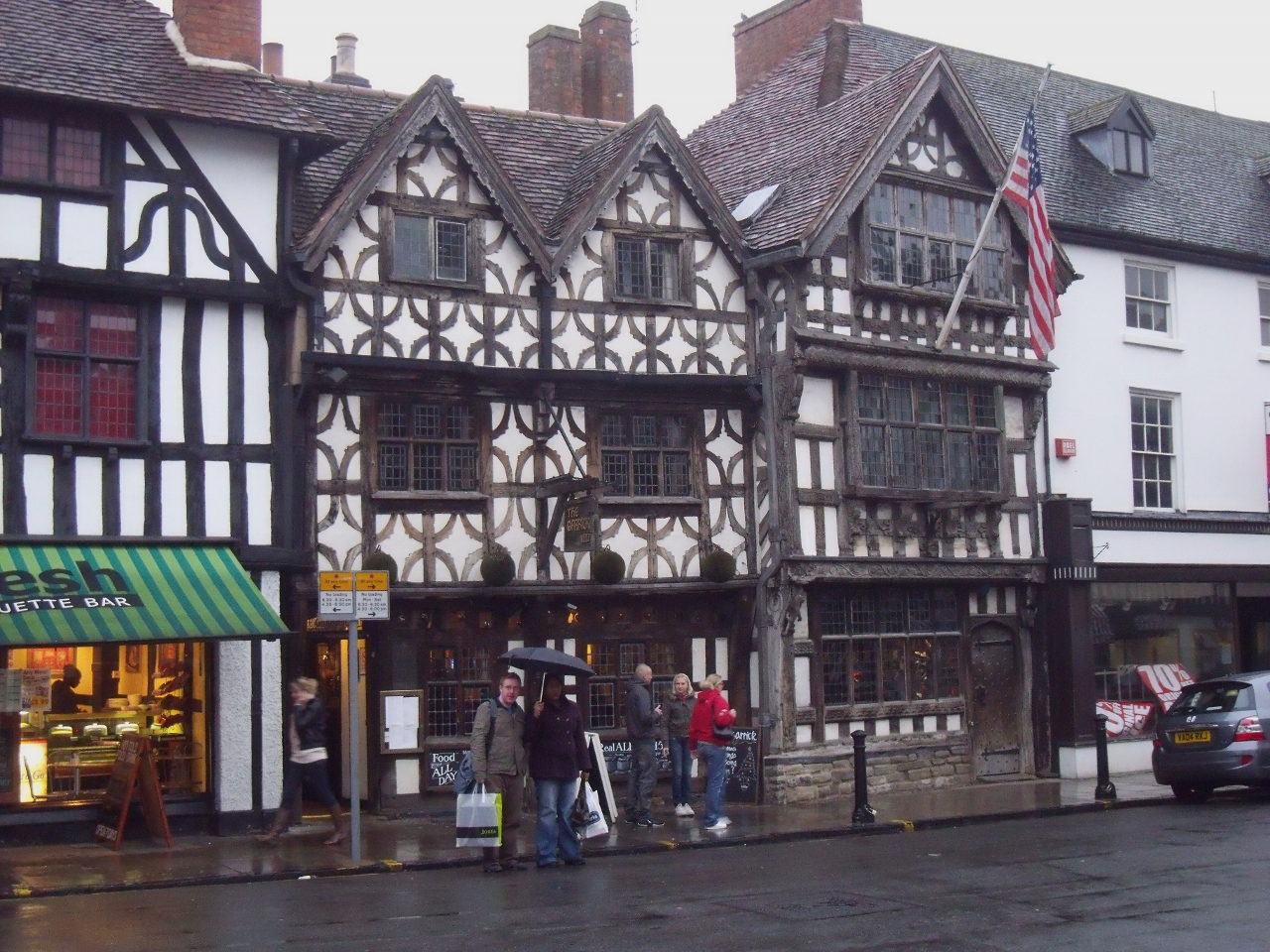
Garrick Inn, historischer Gasthof in Stratford-upon-Avon

Der Gasthof im englischsprachigen Raum wird oftmals Inn genannt. Berühmte Inns in London sind, bzw. waren das The George Inn und abgegangene The Tabard. Die Inns waren auch der Ausgangspunkt des Elisabethanischen Theaters (siehe auch Inn-Yard Theatre). Vor dem Bau der ersten festen Londoner Theaterhäuser nach der Römerzeit, wie u. a. dem The Theatre (1576) oder dem Curtain (1577), boten die Gasthöfe Englands, Schottlands und Irlands reisenden Theaterkompanien die Möglichkeit ihre Theateraufführungen abzuhalten. Auch William Shakespeare begann seine künstlerische Karriere zunächst in Inns, wie dem Cross Keys Inn, bevor er in seinem Globe Theater seine großen Erfolge feierte. Parallel, danach und bis in die heutige Zeit, waren und sind viele Gasthäuser weiterhin Orte von Unterhaltungsveranstaltungen, wie Theater, Kleinkunst, Tanz oder Musikdarbietungen oder stellen Räume für Konferenzen oder Feierlichkeiten zur Verfügung.
Der Übernachtungsaspekt, wie er im Wort Inn zu erkennen ist, wird heute in Markennamen wie Holiday Inn oder Premier Inn herausgehoben. Die Londoner Inns of Court zeigen ihre vormalige Bedeutung als Unterbringungsmöglichkeit heute noch im Namen an. Einige englische Gesetze referieren auf den Betreiber eines Gasthofs als Innkeeper. Heute wird der historische Begriff Inn in Großbritannien auch von normalen Gaststätten (Pubs) genutzt, entweder, weil diese schon lange ansässig sind oder schlicht als Aufwertung ihres Namens.